# Ахмед Назіф
доктор Ахмед Назіф (араб. أحمد نظيف, англ. Ahmed Nazif; *8 липня 1952, Александрія, Єгипет) — єгипетський політичний діяч, прем'єр-міністр Єгипту від 14 липня 2004 до 31 січня 2011 року.

## Біографія
Ахмед Назіф — випускник інжереного факультету Каїрського університету.
Ахмед Назіф належить до Мубаракової політичної сили Національно-демократична партія. Призначений у 2004 році, він став одним з наймолодших прем'єр-міністрів за всю історію Єгипту.
Кабінет Назіфа має репутацію нео-ліберального та технократичного.
У 2005 році уряд Назіфа подав у відставку через чергові Парламентські вибори, і за їх результатами 27 грудня того ж року Назіф сформував новий склад уряду.